# Morti nel 2017/Febbraio
| Questa pagina contiene informazioni ricavate automaticamente dalle voci biografiche con l'ausilio del template Bio e di un bot. L'aggiornamento è periodico e automatico e ricostruisce completamente la pagina. Se manca una persona in questa lista, sei pregato di non aggiungerla, ma accertati piuttosto che la sua voce biografica contenga il template Bio e che i dati anagrafici siano correttamente compilati. Se il template Bio manca, inseriscilo tu stesso o, in alternativa, metti l'avviso {{tmp\|Bio}} che ne segnala la mancanza. Se i dati riportati sono sbagliati, correggi direttamente la voce biografica; le modifiche saranno visibili in questa lista entro pochi giorni. Per chiarimenti vedi il progetto biografie. La lista contiene solo le 197 persone che sono citate nell'enciclopedia e per le quali è stato implementato correttamente il template Bio. Pagina aggiornata al 10 lug 2025. |

- 1º febbraio - Albano Bortoletto Cavallin, arcivescovo cattolico brasiliano (n. 1930)
- 1º febbraio - Constantin Dinulescu, calciatore rumeno (n. 1931)
- 1º febbraio - Basilio Lami Dozo, generale argentino (n. 1929)
- 1º febbraio - Étienne Tshisekedi, politico della Repubblica Democratica del Congo (n. 1932)
- 2 febbraio - José Antonio Alonso, politico e giurista spagnolo (n. 1960)
- 2 febbraio - Jean Bogaerts, ciclista su strada e pistard belga (n. 1925)
- 2 febbraio - Antonino Buttitta, antropologo e politico italiano (n. 1933)
- 2 febbraio - Bruno Fracchia, politico italiano (n. 1926)
- 2 febbraio - Max Lüscher, psicoterapeuta, sociologo e filosofo svizzero (n. 1923)
- 2 febbraio - Predrag Matvejević, francesista jugoslavo (n. 1932)
- 2 febbraio - Enzo Milioni, sceneggiatore e regista italiano (n. 1934)
- 2 febbraio - Shun'ichirō Okano, allenatore di calcio e calciatore giapponese (n. 1931)
- 2 febbraio - Lori Randi, attrice e cantante italiana (n. 1922)
- 2 febbraio - Philippe Rolland, prete francese (n. 1940)
- 2 febbraio - Mario Rossi, generale italiano (n. 1922)
- 3 febbraio - Dritëro Agolli, scrittore e politico albanese (n. 1931)
- 3 febbraio - Luigi Baldan, militare e operaio italiano (n. 1917)
- 3 febbraio - Gianfranco Gatti, calciatore italiano (n. 1930)
- 3 febbraio - Marisa Letícia, first lady brasiliana (n. 1950)
- 3 febbraio - Mimmo Scarano, giornalista, dirigente d'azienda e autore televisivo italiano (n. 1928)
- 3 febbraio - Carla Spagnuolo, politica italiana (n. 1945)
- 3 febbraio - Renato Volpini, pittore, scultore e incisore italiano (n. 1934)
- 4 febbraio - Antonio Casale, attore cinematografico italiano (n. 1932)
- 4 febbraio - Carmelo Cassati, arcivescovo cattolico italiano (n. 1924)
- 4 febbraio - Aggeo Savioli, giornalista, sceneggiatore e poeta italiano (n. 1927)
- 4 febbraio - Jens Egil Vikanes, calciatore norvegese (n. 1958)
- 5 febbraio - David Axelrod, compositore e produttore discografico statunitense (n. 1933)
- 5 febbraio - Luis Gómez-Montejano, imprenditore e dirigente sportivo spagnolo (n. 1922)
- 5 febbraio - Björn Granath, attore svedese (n. 1946)
- 5 febbraio - Ennio Sangiusto, cantante italiano (n. 1937)
- 6 febbraio - Irwin Corey, attore, comico e attivista statunitense (n. 1914)
- 6 febbraio - José Gea Escolano, vescovo cattolico spagnolo (n. 1929)
- 6 febbraio - Inge Keller, attrice tedesca (n. 1923)
- 6 febbraio - John Kyndbøl, dirigente sportivo e calciatore danese (n. 1941)
- 6 febbraio - Luis Pedro Santamarina, ciclista su strada spagnolo (n. 1942)
- 6 febbraio - Alessandro Serpieri, traduttore e anglista italiano (n. 1935)
- 6 febbraio - Raymond Smullyan, matematico, filosofo e scrittore statunitense (n. 1919)
- 6 febbraio - Giovanna Vizzari, poetessa e scrittrice italiana (n. 1930)
- 6 febbraio - Joost van der Westhuizen, rugbista a 15 sudafricano (n. 1971)
- 7 febbraio - Svend Asmussen, violinista e cantante danese (n. 1916)
- 7 febbraio - Valeriu Bularcă, lottatore rumeno (n. 1931)
- 7 febbraio - Giuseppe Colli, scrittore e poeta italiano (n. 1924)
- 7 febbraio - Sotsha Dlamini, politico swati (n. 1940)
- 7 febbraio - Smail Hamdani, politico algerino (n. 1930)
- 7 febbraio - Richard Hatch, attore statunitense (n. 1945)
- 7 febbraio - Alec McCowen, attore britannico (n. 1925)
- 7 febbraio - Feodora Orel, cestista sovietica (n. 1942)
- 7 febbraio - Gianfranco Plenizio, compositore, pianista e direttore d'orchestra italiano (n. 1941)
- 7 febbraio - Hans Rosling, medico e statistico svedese (n. 1948)
- 7 febbraio - Karl Skerlan, calciatore austriaco (n. 1940)
- 7 febbraio - Steve Sumner, calciatore inglese (n. 1955)
- 7 febbraio - Cvetan Todorov, filosofo e saggista bulgaro (n. 1939)
- 7 febbraio - Roger Walkowiak, ciclista su strada francese (n. 1927)
- 8 febbraio - Lucio Battistrada, sceneggiatore italiano (n. 1920)
- 8 febbraio - Viktor Čanov, calciatore ucraino (n. 1959)
- 8 febbraio - Giorgio Giacomelli, diplomatico italiano (n. 1930)
- 8 febbraio - Peter Mansfield, fisico inglese (n. 1933)
- 8 febbraio - Tony Särkkä, cantante, chitarrista e bassista svedese (n. 1972)
- 8 febbraio - Michail Tolstych, attivista e militare ucraino (n. 1980)
- 8 febbraio - Jan Vansina, storico, antropologo e africanista belga (n. 1929)
- 9 febbraio - Serge Baguet, ciclista su strada belga (n. 1969)
- 9 febbraio - Alberto Boatto, critico d'arte italiano (n. 1929)
- 9 febbraio - Silvija Ravdone, cestista sovietica (n. 1940)
- 10 febbraio - Wiesław Adamski, scultore, pittore e disegnatore polacco (n. 1947)
- 10 febbraio - Nereo Battello, politico italiano (n. 1928)
- 10 febbraio - Guglielmo Castagnetti, politico italiano (n. 1943)
- 10 febbraio - Willy Claes, sollevatore belga (n. 1937)
- 10 febbraio - Piet Keizer, calciatore olandese (n. 1943)
- 10 febbraio - Hal Moore, generale e scrittore statunitense (n. 1922)
- 11 febbraio - Nag Arnoldi, scultore, pittore e insegnante svizzero (n. 1928)
- 11 febbraio - Chavo Classic, wrestler statunitense (n. 1949)
- 11 febbraio - Harvey Lichtenstein, direttore artistico e produttore teatrale statunitense (n. 1929)
- 11 febbraio - Kurt Marti, poeta svizzero (n. 1921)
- 11 febbraio - Fab Melo, cestista brasiliano (n. 1990)
- 11 febbraio - Maria Virginia Onorato, attrice, sceneggiatrice e regista italiana (n. 1942)
- 11 febbraio - Ole Riber Rasmussen, tiratore a volo danese (n. 1955)
- 11 febbraio - Piet Rentmeester, ciclista su strada olandese (n. 1938)
- 11 febbraio - Jirō Taniguchi, fumettista giapponese (n. 1947)
- 11 febbraio - Jozef Zlatňanský, vescovo cattolico slovacco (n. 1927)
- 12 febbraio - Samuel Arday, allenatore di calcio ghanese (n. 1945)
- 12 febbraio - Anselmo Boldrin, politico e avvocato italiano (n. 1921)
- 12 febbraio - Al Jarreau, cantante statunitense (n. 1940)
- 12 febbraio - Albert Malbois, vescovo cattolico francese (n. 1915)
- 12 febbraio - Anna Marguerite McCann, archeologa e storica dell'arte statunitense (n. 1933)
- 12 febbraio - Giusto Pio, violinista, compositore e arrangiatore italiano (n. 1926)
- 13 febbraio - Aage Birch, velista danese (n. 1926)
- 13 febbraio - Massimo Fagioli, psichiatra e psicoterapeuta italiano (n. 1931)
- 13 febbraio - Aileen Hernandez, sindacalista statunitense (n. 1926)
- 13 febbraio - Kim Jong-nam, politico e militare nordcoreano (n. 1971)
- 13 febbraio - Seijun Suzuki, regista giapponese (n. 1923)
- 13 febbraio - E-Dubble, rapper statunitense (n. 1982)
- 14 febbraio - Gianuario Carta, politico italiano (n. 1931)
- 14 febbraio - Cipriano Chemello, pistard e ciclista su strada italiano (n. 1945)
- 14 febbraio - Adrien Duvillard, sciatore alpino francese (n. 1934)
- 14 febbraio - Gabriella Crespi, designer e scultrice italiana (n. 1922)
- 14 febbraio - Vladimir Nikolaevič Grigor'ev, regista sovietico (n. 1938)
- 14 febbraio - Ríkharður Jónsson, allenatore di calcio e calciatore islandese (n. 1929)
- 14 febbraio - Jiří Lanský, altista cecoslovacco (n. 1933)
- 14 febbraio - Paul Nguyễn Văn Hòa, vescovo cattolico vietnamita (n. 1931)
- 14 febbraio - Anna Rossi-Doria, storica italiana (n. 1938)
- 14 febbraio - Loren Wiseman, autore di giochi statunitense (n. 1951)
- 15 febbraio - Fabrizio Busticchi, fumettista italiano (n. 1953)
- 15 febbraio - Bruno Cester, fisico e astronomo italiano (n. 1920)
- 15 febbraio - Manfred Kaiser, calciatore e allenatore di calcio tedesco orientale (n. 1929)
- 15 febbraio - Fabián Muñoz Centurión, calciatore paraguaiano (n. 1939)
- 15 febbraio - Silvana Pierucci, cestista, lunghista e multiplista italiana (n. 1929)
- 15 febbraio - Ján Podolák, etnologo e etnografo slovacco (n. 1926)
- 15 febbraio - Franco Rizzi, storico italiano (n. 1944)
- 16 febbraio - Josef Augusta, hockeista su ghiaccio ceco (n. 1946)
- 16 febbraio - Dick Bruna, fumettista, disegnatore e illustratore olandese (n. 1927)
- 16 febbraio - Bengt Gustavsson, calciatore e allenatore di calcio svedese (n. 1928)
- 16 febbraio - Jannis Kounellis, pittore e scultore greco (n. 1936)
- 16 febbraio - George Steele, wrestler e attore statunitense (n. 1937)
- 16 febbraio - Richard Keir Pethick Pankhurst, docente e storico britannico (n. 1927)
- 17 febbraio - Alan Aldridge, illustratore britannico (n. 1938)
- 17 febbraio - Nicole Bass, culturista, attrice e wrestler statunitense (n. 1964)
- 17 febbraio - Tore Eriksson, biatleta svedese (n. 1937)
- 17 febbraio - Mario Fondelli, ingegnere italiano (n. 1924)
- 17 febbraio - Warren Frost, attore statunitense (n. 1925)
- 17 febbraio - Tomislav Ivančić, presbitero e teologo croato (n. 1938)
- 17 febbraio - Kim Ji-young, attrice sudcoreana (n. 1938)
- 17 febbraio - Sione Lauaki, rugbista a 15 neozelandese (n. 1981)
- 17 febbraio - Robert Michel, politico e militare statunitense (n. 1923)
- 17 febbraio - Michael Novak, filosofo, giornalista e scrittore statunitense (n. 1933)
- 17 febbraio - Ennio Poleggi, storico dell'architettura italiano (n. 1927)
- 17 febbraio - Tom Regan, filosofo, scrittore e docente statunitense (n. 1938)
- 17 febbraio - Salomon Resnik, psichiatra e psicoanalista argentino (n. 1920)
- 17 febbraio - Michael Tuchner, regista tedesco (n. 1932)
- 18 febbraio - Omar Abd al-Rahman, religioso egiziano (n. 1938)
- 18 febbraio - Giorgio Bernardi Perini, latinista, filologo classico e traduttore italiano (n. 1929)
- 18 febbraio - Roger Hynd, allenatore di calcio e calciatore scozzese (n. 1942)
- 18 febbraio - Ivan Koloff, wrestler canadese (n. 1942)
- 18 febbraio - Norma McCorvey, attivista statunitense (n. 1947)
- 18 febbraio - Nadežda Olizarenko, mezzofondista sovietica (n. 1953)
- 18 febbraio - Giacomo Pueroni, fumettista italiano (n. 1964)
- 18 febbraio - Richard Schickel, critico cinematografico, saggista e giornalista statunitense (n. 1933)
- 18 febbraio - Pasquale Squitieri, regista, sceneggiatore e politico italiano (n. 1938)
- 18 febbraio - Daniel Vickerman, rugbista a 15 australiano (n. 1979)
- 19 febbraio - Maud de Belleroche, scrittrice, saggista e attrice francese (n. 1922)
- 19 febbraio - Larry Coryell, chitarrista statunitense (n. 1943)
- 19 febbraio - Halaevalu Mata'Aho 'Ahome'e, regina tongana (n. 1926)
- 19 febbraio - Kyoko Hayashi, scrittrice giapponese (n. 1930)
- 19 febbraio - Kaci Kullmann Five, politica norvegese (n. 1951)
- 19 febbraio - Igor' Rostislavovič Šafarevič, matematico sovietico (n. 1923)
- 19 febbraio - Danuta Szaflarska, attrice e doppiatrice polacca (n. 1915)
- 19 febbraio - Nancy Willard, scrittrice e poetessa statunitense (n. 1936)
- 19 febbraio - Ilan Zeiger, cestista israeliano (n. 1939)
- 20 febbraio - Mildred Dresselhaus, fisica statunitense (n. 1930)
- 20 febbraio - Ivo Perissinotto, calciatore italiano (n. 1952)
- 20 febbraio - Franco Piro, politico italiano (n. 1948)
- 20 febbraio - André Vlayen, ciclista su strada belga (n. 1931)
- 21 febbraio - Kenneth Arrow, economista statunitense (n. 1921)
- 21 febbraio - Brunella Bovo, attrice italiana (n. 1930)
- 21 febbraio - Enzo Carella, cantautore italiano (n. 1952)
- 21 febbraio - Desmond Connell, cardinale e arcivescovo cattolico irlandese (n. 1926)
- 21 febbraio - Lucio Paternò, fisico e astronomo italiano (n. 1939)
- 21 febbraio - Annita Tarantola, imprenditrice italiana (n. 1922)
- 22 febbraio - Pino Castagna, scultore, ceramista e incisore italiano (n. 1932)
- 22 febbraio - Maurice Chollet, cestista svizzero (n. 1927)
- 22 febbraio - Walter Di Salvo, architetto italiano (n. 1926)
- 22 febbraio - Eni Faleomavaega, politico e militare statunitense (n. 1943)
- 22 febbraio - Moreno Guizzo, disc jockey italiano (n. 1959)
- 22 febbraio - Fritz Koenig, scultore tedesco (n. 1924)
- 22 febbraio - Nikos Koundouros, regista e sceneggiatore greco (n. 1926)
- 22 febbraio - Martin Lüttge, attore tedesco (n. 1943)
- 22 febbraio - Ana Radunčeva, archeologa bulgara (n. 1937)
- 22 febbraio - Gerhard Sommer, militare tedesco (n. 1921)
- 23 febbraio - Antonio Borghesi, politico italiano (n. 1949)
- 23 febbraio - Massimo Coen, violinista, musicista e compositore italiano (n. 1933)
- 23 febbraio - Derek Ibbotson, mezzofondista britannico (n. 1932)
- 23 febbraio - Maurice Mewis, lottatore belga (n. 1929)
- 23 febbraio - Luigi Pestalozza, musicologo, giornalista e critico musicale italiano (n. 1928)
- 23 febbraio - Leon Ware, cantante, produttore discografico e paroliere statunitense (n. 1940)
- 24 febbraio - Faye Glenn Abdellah, docente statunitense (n. 1919)
- 24 febbraio - Li Zhenzhong, cestista cinese (n. 1916)
- 24 febbraio - Vito Ortelli, ciclista su strada e pistard italiano (n. 1921)
- 24 febbraio - Ren Hang, fotografo e poeta cinese (n. 1987)
- 24 febbraio - Richard Wainwright Thorington, zoologo statunitense (n. 1937)
- 24 febbraio - Miriam Tlali, scrittrice sudafricana (n. 1933)
- 24 febbraio - Maurizio Tosi, archeologo e scrittore italiano (n. 1944)
- 25 febbraio - Angelo Buratti, allenatore di calcio e calciatore italiano (n. 1932)
- 25 febbraio - Neil Fingleton, cestista e attore britannico (n. 1980)
- 25 febbraio - Bill Paxton, attore, regista e produttore cinematografico statunitense (n. 1955)
- 26 febbraio - Ljudvig Dmitrievič Faddeev, fisico e matematico russo (n. 1934)
- 26 febbraio - Lester Randolph Ford Jr., matematico statunitense (n. 1927)
- 26 febbraio - Eugene Garfield, linguista e editore statunitense (n. 1925)
- 26 febbraio - Irvine Sellar, imprenditore britannico (n. 1934)
- 26 febbraio - Oreste Tofani, sindacalista e politico italiano (n. 1946)
- 27 febbraio - Zvjezdan Cvetković, allenatore di calcio e calciatore croato (n. 1960)
- 27 febbraio - Maurizio De Negri, medico italiano (n. 1926)
- 27 febbraio - Roberto Fiore, imprenditore e dirigente sportivo italiano (n. 1924)
- 27 febbraio - Ivana Bernini Lavezzo, politica italiana (n. 1937)
- 27 febbraio - Carlos Humberto Romero, generale e politico salvadoregno (n. 1924)
- 27 febbraio - Alex Young, calciatore scozzese (n. 1937)
- 28 febbraio - Svetlana Karpinskaja, attrice sovietica (n. 1937)
- 28 febbraio - Leone Di Lernia, cantautore e conduttore radiofonico italiano (n. 1938)
- 28 febbraio - Vladimir Petrov, hockeista su ghiaccio sovietico (n. 1947)